# CORINE Land Cover
El projecte CORINE (Coordination of Information on the Environment) Land Cover desenvolupa la creació d'una base de dades sobre la cobertura i ús del territori en la Unió Europea. CORINE és dirigit per l'Agència Europea de Medi ambient (AEMA).

## Objectius
CORINE Land Cover té com a objectiu fonamental la captura de dades de tipus numèric i geogràfic per a la creació d'una base de dades europea a escala 1:100.000 sobre la cobertura i ús del territori mitjançant la interpretació a través d'imatges recollides pels satèl·lits LandSat i SPOT.
Tot i així, encara que es fonamenta en aquest tipus d'imatges de teledetecció com font de dades, és en realitat un projecte de fotointerpretació i no de classificació automatitzada.
La seva principal finalitat és facilitar la presa de decisions en matèria de política territorial dintre de la Unió Europea.

## Metodologia
La seva metodologia és comuna per als països participants, el que permet avaluar els canvis en el territori des que es va iniciar el projecte, cap al 1987. La unitat de mapeig mínima superficial és de 25 hectàrees, mentre que els elements lineals recollits són aquells d'una amplada d'almenys 100 metres. Així mateix, la unitat de mapeig mínima per a la capa resultant de canvis de cobertura i usos del sòl entre CORINE 1990 i CORINE 2000 és de cinc hectàrees.
L'obtenció de dades sobre usos del sòl es basa en una terminologia bàsica que distingeix entre superfícies artificials, superfícies agràries, zones forestals i boscoses, aiguamolls i masses d'aigua.
Les superfícies artificials engloben les zones urbanes, les zones industrials i comercials, la xarxes viàries i ferroviàries juntament amb els terrenys a elles associats i les zones portuàries i aeroports, les zones d'extracció mineres, escombreres i abocadors i zones en construcció i, finalment, les zones verdes urbanes i les instal·lacions esportives i recreatives.

## Història
Encara que CORINE Land Cover finalitzà en l'any 2000, en l'actualitat té la seva continuació en el projecte denominat Image & CORINE Land Cover 2000 (I&CLC2000), l'objectiu del qual és actualitzar la base de dades CORINE Land Cover (CLC).